# Departamento Patiño
Patiño es un departamento de la provincia de Formosa, Argentina.
Tiene una superficie de 24.502 km² y limita al norte con la república de Paraguay, al este con los departamentos de Pilagás y Pirané, al sur con la provincia de Chaco, y al oeste con el departamento de Bermejo. 

## Localidades
La mayor parte de la población se agrupa en pequeñas ciudades y el resto se distribuye en localidades de carácter rural, algunas de ellas de reciente formación.
| Cabecera           | Ciudades (Población 2010) | Otras localidades (Población 2010) |
| ------------------ | --- | --- |
| Comandante Fontana | - Estanislao del Campo (4523 hab.) - Ibarreta (9429 hab.) - Las Lomitas (12399 hab.) - Pozo del Tigre (4517 hab.) - San Martín 2 (3119 hab.) - Villa General Güemes (3907 hab.) - Villa General Manuel Belgrano (4676 hab.) | - Bartolomé de las Casas (1134 hab.) - Colonia Sarmiento (173 hab.) - El Recreo (346 hab.) - Fortín Leyes (133 hab.) - Fortín Lugones (1351 hab.) - Juan G. Bazán (413 hab.) - Posta Cambio Zalazar (603 hab.) - San Martín 1 (66 hab.) - Subteniente Perín (1163 hab.) |

## Demografía
El censo nacional de 1947 registró por primera vez la población del departamento Patiño, —entonces dentro de la jurisdicción del territorio nacional de Formosa—, que ascendía a 25 218 habitantes. El siguiente censo nacional se realizó en 1960 y relevó una población de 30 076 habitantes, de los que 4366 habitantes fueron registrados como población urbana. Diez años después, el censo de 1970 registró una población de 40 170 habitantes, con una población urbana de 8820 habitantes. En 1980 la población urbana se distribuía entre las localidades de Ibarreta, Comandante Fontana, Las Lomitas, Estanislao del Campo, Pozo del Tigre, Villa General Belgrano, San Martín II y Villa General Güemes.
Cuenta con 81 819 habitantes (Indec, 2022), lo que representa un incremento promedio anual del 1.5% frente a los 68 581 habitantes (Indec, 2010) del censo anterior. La mediana de edad se estableció en 27 años.
| Gráfica de evolución demográfica de Departamento Patiño entre 1991 y 2022 |
|                                                                           |
| Fuente: censos nacionales del INDEC                                       |

### Pueblos originarios
El Instituto de Comunidades Aborígenes informó en 2001 los resultados de un relevamiento según el cual habitaban el departamento Patiño 12 070 personas pertenecientes a comunidades originarias: 2969 wichís, 3190 qom y 5911 pilagás.

## Economía
La economía se basa en la producción agropecuaria. Son relevantes los cultivos de pomelos, hortalizas, algodón, maíz y soja. Se practica la ganadería bovina y en menor escala se cría ganado bubalino. Parte de la economía está relacionada con la producción forestal primaria.
En materia de energía renovable, el departamento cuenta con un parque solar en Las Lomitas, con una capacidad de 22MW, desarrollado por MSU Argentina.